# H.E. Gosch & Co.
H.E. Gosch & Co. var en dansk producent af tændstikker, der anvendte Tordenskjolds portræt på æskerne.

## Historie
1876 anlagde H.E. Gosch Tændstikfabrikken Phønix i Jacobsgade, nu Hessensgade, på Amager. Gosch havde indtil da været ansat hos først Ludvig Hintze i Slesvig by og derefter hos A. Sørensen på Christianshavn, begge steder som sælger. i 1882 blev fabrikken Phønix børsnoteret som privat aktieselskab og skiftede navn til H. E. Gosch & Co´s Tændstikfabrikker. Gosch selv døde i marts 1898. I sommeren 1908 åbnede en ny fabrik på Islands Brygge. Siden midten af 1930’erne opkøbte Swedish Match AB aktier i H.E. Gosch & Co.
Den 1. juni 1972 meddelte direktør Nils Fredholm medarbejderne, at fabrikken blev nedlagt, og produktionen ville blive flyttet til Sverige. Produktionen på Islands Brygge ebbede ud, efterhånden som varelageret blev brugt op. Fabrikken blev endelig lukket den 31. januar 1973, og Sojakagefabrikken opkøbte bygningerne.
Storck Danmark A/S i Albertslund havde det danske agentur for Gosch's tændstikker, men ved det svenske opkøb blev Storck vraget til fordel for en anden agent. Storck importerede derefter tændstikker fra Kroatien, med Holger Danske som varemærke, men i juni 1992 satte de Niels Juels portræt på æskerne. Swedish Match Industries AB protesterede mod godkendelsen med forbud mod varemærkerne, som de mente, havde for stor lighed med det velkendte Tordenskjold-mærke. Sagen blev afgjort ved Sø- og Handelsretten der pr. 1. december 1993 forbød salget af mærket Niels Juel med den hovedbegrundelse, at sagsøgerens (Swedish Match) og sagsøgtes fandtes at frembyde en sådan lighed, at der var risiko for forveksling af varemærkerne. Jfr varemærkelovens §4, stk. 1, nr. 2 blev Storck dømt til at skulle betale en erstatning på 100.000 kr, samt sagsomkostninger på 20.000 kroner.

## Eksterne links
- Billeder fra H.E. Gosch & Co.

|  | Denne artikel er mærket geografiske koordinater mangler og der er defineret et hovedkvarter Pt. kan skabelonen, som sættes denne besked, ikke håndtere geografiske koordinater på et hovedkvarter. Men der arbejdes på sagen. Du kan hjælpe ved at indsætte koordinater i wikidata. |